# Сообразительный (большой противолодочный корабль)
«Сообразительный» — второй большой противолодочный корабль (БКП) проекта 61 Черноморского флота, позднее Северного флота ВМФ СССР. Был назван в честь эскадренного миноносца Черноморского флота времен Второй мировой войны.

## История
Закладка корабля состоялась 20 июля 1960 года на судостроительном заводе имени 61 коммунара в Николаеве под заводским номером 1702.
23 ноября 1963 года был включен в состав Краснознамённого Черноморского флота. 18-25 июня 1964 года нанес визит в Сплит.
С 1 по 31 июня 1967 года выполняет боевые задачи по оказанию помощи вооружённым силам Египта (в период арабо-израильского конфликта)
Наносил визиты:
- 12 — 15 августа 1967 года — в Варну,
- с 29 января по 4 февраля 1968 года — в Котор и Зеленку,
- 20 — 27 июля 1969 года — в Гавану
- в мае 1974 года — в Тунис,
- 26 — 30 сентября 1985 года — в Корк.бс Ангола порт Луанда, Конакри, Бисау до мая 1986 г
- в декабре 1987 года — в Луанда.
- в январе 1988 года — в Пуэнт-Нуар.
- январь — апрель 1988 года — Сан-томе и Порто-Ново.

С 1 октября 1976 года по 28 ноября 1978 года прошёл капитальный ремонт на «Севморзаводе» в Севастополе
6 августа 1982 года перечислен в состав Северного Флота.
1 октября 1988 года выведен из боевого состава флота. 3 июля 1992 года разоружен и исключен из состава ВМФ для демонтажа и реализации. В 1994 года продан частной фирме Индии для разделки.

### Командиры корабля
- капитан 2-го ранга Синегубов В. (1962—?)
- капитан 3-го ранга Жилин Александр Васильевич (1974—1979)
- капитан 2-го ранга Крикунов, Виктор Алексеевич (1979—1981)[1]
- капитан 3-го ранга Мурашов Е. А. (1984—1986)

Начальник медицинской службы с 1977 по 1978 годы — лейтенант медицинской службы Финогеев Александр Витальевич. В 2014 году стал членом Союза писателей России. Его книги: «В те дни в морях дороги наши были», «…и жизнь, и море, и любовь…», «По местам стоять!», «В жизни не поверю», «Миражи тумана» «Полоса прибоя» написаны с хлёстким юмором. Читаются легко и доступно.